# بشیرلوی علیا
بشیرلوی علیا یک روستا در ایران است که در دهستان اجارود غربی واقع شده‌است. بشیرلوی علیا ۱۲۷ نفر جمعیت دارد.